# Die Rache der Tänzerin
Die Rache der Tänzerin ist eine US-amerikanische Filmkomödie aus dem Jahr 1920 von Dallas M. Fitzgerald mit Viola Dana in der Hauptrolle. Der Film wurde von der Metro Pictures Corporation, der Vorläufer von Metro-Goldwyn-Mayer, produziert und basiert auf dem Märchen Aschenputtel oder Der kleine gläserne Schuh von Charles Perrault.

## Handlung
Connie McGill arbeitet als Dienstmädchen bei der wohlhabenden Familie Valentine. Als sie eines Abends das Abendessen serviert, begegnet sie dem Gast Prentice Blue, in den sie sich spontan verliebt. Prentice ist nicht wohlhabend, aber er stammt aus einer angesehenen Familie. Um an Ansehen zu gewinnen, soll ihn Helen Flint, Tochter eines neureichen Unternehmers, heiraten.
Eine Feier zu Ehren Helens will das Gaunerpaar Du Green zu ihren Gunsten ausnutzen. Die Du Greens freunden sich mit Connie an, staffieren sie mit eleganter Kleidung aus und begleiten sie aufs Fest. Dort kann die ahnungslose Connie mit Prentice tanzen, der sie nicht als Dienstmädchen erkennt und von ihr angetan ist. Als sie die Feier verlässt, verliert sie einen Schuh, den Prentice findet und an sich nimmt. Die Du Greens haben in der Zwischenzeit den Safe der Flints geplündert und die Familienjuwelen erbeutet. Die Schlüssel des Safes ist in Connies Schuh eingearbeitet, was nun Prentice in den Verdacht des Diebstahls bringt. Erst Connie, die den Plan der Du Greens durchschaut, kann die Polizei auf die richtige Spur bringen. Prentice wird freigelassen. Er und Connie heiraten.

## Veröffentlichung
Die Premiere des Films fand am 27. Dezember 1920 statt. Im Deutschen Reich kam er im Mai 1923 in die Kinos.